# 格倫·麥克達菲

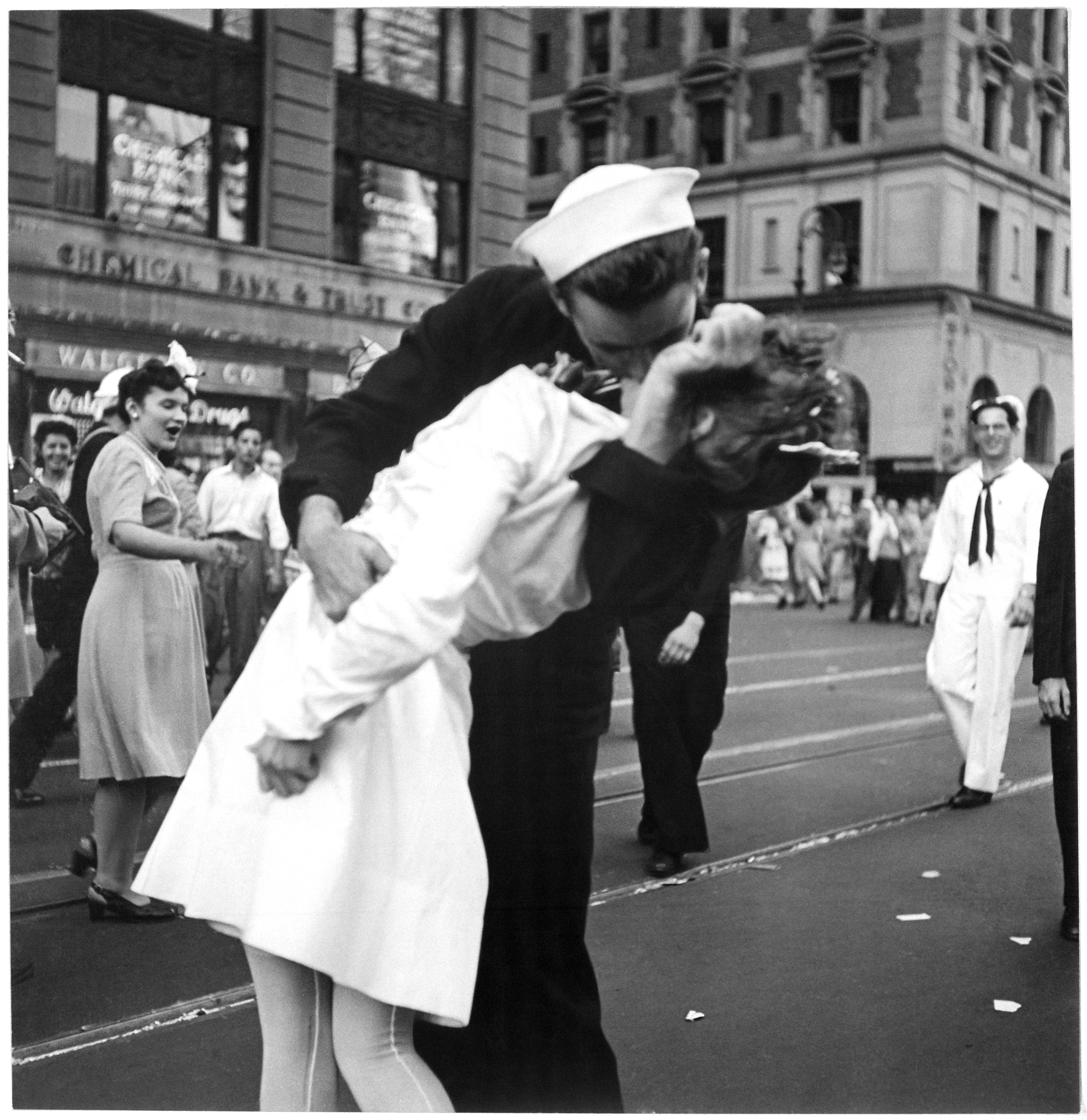
时代广场上格伦·麥克达菲亲吻护士伊迪丝·夏安

格伦·爱德华·麥克达菲（英語：Glenn Edward McDuffie，1927年5月31日—2014年3月9日），美军二战水手，因艾尔弗雷德·艾森斯塔特的照片《胜利之吻》闻名于世。因二战结束，他当时在时代广场亲吻护士伊迪丝·夏安，成为历史上著名的时刻。
麥克达菲出生于北卡罗来纳州坎纳波利斯，之后参加美国海军。二战后，他就职于美国邮政局。2014年3月9日，他在因心脏病死于达拉斯，享年86岁。